# Alexander Porfyrovych Archipenko
Alexander Porfyrovych Archipenko (còn được gọi là Olexandr, Oleksandr, hoặc Aleksandr; tiếng Ukraina: Олександр Порфирович Архипенко, đã Latinh hoá: Oleksandr Porfyrovych Arkhypenko; 30 tháng 5 [lịch cũ May 18] năm 1887 - 25 tháng 2 năm 1964) là một nghệ sĩ tiên phong, nhà điêu khắc và họa sĩ đồ họa người Mỹ gốc Ukraina, hoạt động ở Pháp và Hoa Kỳ. Ông là một trong những người đầu tiên áp dụng các nguyên tắc của chủ nghĩa lập thể vào kiến trúc, phân tích hình dáng con người thành các hình dạng hình học.

## Tiểu sử

La Vie Familiale (Cuộc sống gia đình), 1912, chiều cao khoảng 6 ft. Được trưng bày tại Triển lãm Salon d'Automne năm 1912 ở Paris và Triển lãm vũ khí năm 1913 ở Thành phố New York, Chicago và Boston. Bức ảnh từ Comœdia Illustré (1912) chụp tác phẩm điêu khắc gốc sau đó đã vô ý bị phá hủy

Alexander Archipenko sinh ra tại Kyiv (Đế quốc Nga, nay là Ukraina) vào năm 1887, cha là Porfiry Antonowych Archipenko và mẹ là Poroskowia Vassylivna Machowa Archipenko; ông là em trai của Eugene Archipenko.
Từ năm 1902 đến năm 1905, ông theo học tại Trường Nghệ thuật Kyiv (KKhU). Năm 1906, ông tiếp tục theo học nghệ thuật tại Serhiy Svetoslavsky (Kyiv), và cuối năm đó đã có một cuộc triển lãm ở đó với Alexander Bogomazov. Sau đó, ông chuyển đến Moskva, tại đây ông có cơ hội triển lãm tác phẩm của mình tại một số triển lãm nhóm.
Archipenko chuyển đến Paris vào năm 1908 và nhanh chóng ghi danh vào École des Beaux-Arts, nhưng sau một vài tuần ông đã rời đi. Ông là cư dân tại khu nghệ sĩ La Ruche, cùng với những nghệ sĩ Ukraina nhập cư khác: Wladimir Baranoff-Rossine, Sonia Delaunay-Terk và Nathan Altman. Sau năm 1910, ông đã có triển lãm tại Salon des Indépendants, Salon d'Automne cùng với Aleksandra Ekster, Kazimir Malevich, Vadym Meller, Sonia Delaunay-Terk, Georges Braque, André Derain và những người khác.

Không tên, 1912, xuất bản trong Action, Cahiers individualistes de philosophie et d'art, tháng 10 năm 1920

Recherche de plastique, 1913. Trưng bày tại Erster Deutscher Herbstsalon, Berlin, 1913, một cuộc triển lãm tổ chức bởi Herwarth Walden (Galerie Der Sturm), bao gồm cả Metzinger, Delaunay, Gleizes, Léger, Marcoussis và Picabia

Năm 1912, Archipenko có triển lãm cá nhân đầu tiên tại Bảo tàng Folkwang ở Hagen, Đức, và từ năm 1912 đến năm 1914, ông giảng dạy tại Trường Nghệ thuật của mình ở Paris.
Bốn tác phẩm điêu khắc theo trường phái lập thể của Archipenko trong đó bao gồm tác phẩm Cuộc sống gia đình và năm bức vẽ của ông đã xuất hiện tại cuộc Triển lãm Armory gây tranh cãi năm 1913 tại Thành phố New York. Những tác phẩm này đã bị biếm họa trên tờ New York World.
Archipenqko chuyển đến Nice vào năm 1914. Năm 1920, ông tham gia Triển lãm nghệ thuật quốc tế lần thứ 12 tại Ý và mở trường nghệ thuật của riêng mình tại Berlin vào năm sau đó. Năm 1922, Archipenko tham gia Triển lãm nghệ thuật Nga đầu tiên tại Phòng trưng bày van Diemen ở Berlin cùng với Aleksandra Ekster, Kazimir Malevich, Solomon Nikritin, El Lissitzky và những người khác.
Năm 1923, ông di cư sang Hoa Kỳ. Ông trở thành công dân Hoa Kỳ vào năm 1929. Năm 1933, ông đã triển lãm tại gian hàng Ukraina ở Chicago trong khuôn khổ Hội chợ Thế giới Thế kỷ Tiến bộ. Archipenko là người đóng góp nhiều nhất vào thành công của gian hàng Ukraina. Các tác phẩm của ông chiếm một phòng và được định giá 25.000 đô la.
Năm 1936, Archipenko tham gia triển lãm Chủ nghĩa lập thể và Nghệ thuật trừu tượng ở New York cũng như nhiều triển lãm khác trên khắp Châu Âu và những nơi khác ở Hoa Kỳ. Ông được bầu vào Viện Hàn lâm Nghệ thuật và Văn học Hoa Kỳ năm 1962.
Alexander Archipenko mất ngày 25 tháng 2 năm 1964 tại Thành phố New York. Ông được chôn cất tại Nghĩa trang Woodlawn ở Bronx, Thành phố New York.

## Đóng góp cho nghệ thuật

Statuette, 1916

(giữa) Jean Metzinger, kh.1913, Le Fumeur (Man with Pipe), Bảo tàng Nghệ thuật Carnegie, Pittsburgh; (trái) Alexander Archipenko, 1914, Danseuse du Médrano (Médrano II), (phải) Archipenko, 1913, Pierrot-carrousel, Bảo tàng Solomon R. Guggenheim, New York. Xuất bản trên tờ Le Petit Comtois, 13 tháng 3 năm 1914

Archipenko cùng với nhà điêu khắc người Pháp-Hungary Joseph Csaky đã trưng bày tại các cuộc triển lãm công khai đầu tiên của trường phái Lập thể ở Paris; vào năm 1910 và 1911, Salon des Indépendants và Salon d'Automne là những người đầu tiên, sau Pablo Picasso, sử dụng phong cách Lập thể ở ba chiều. Archipenko đã tách khỏi nghệ thuật điêu khắc tân cổ điển thời bấy giờ, sử dụng các mặt phẳng nhiều cạnh và không gian âm để tạo ra một cách nhìn mới về hình thể con người, thể hiện nhiều góc nhìn của chủ thể cùng một lúc. Ông được biết đến với việc giới thiệu các khoảng trống điêu khắc và sự kết hợp sáng tạo các thể loại trong suốt sự nghiệp của mình: sáng tạo ra các 'bức tranh điêu khắc' và sau đó thử nghiệm với các vật liệu như acrylic trong và đất nung. Lấy cảm hứng từ các tác phẩm của Pablo Picasso và Georges Braque, ông cũng được ghi nhận là người giới thiệu nghệ thuật cắt dán đến với nhiều đối tượng khán giả hơn với loạt tác phẩm Medrano của mình.
Nhà điêu khắc Ann Weaver Norton đã học việc với Archipenko trong một số năm.

## Bộ sưu tập công cộng
Trong số các bộ sưu tập công cộng lưu giữ các tác phẩm của Alexander Archipenko có:
- Viện Nghệ thuật Chicago
- Bảo tàng Solomon R. Guggenheim (New York City)
- Bảo tàng Ermitazh (Saint Petersburg)
- Bảo tàng Mỹ thuật Boston
- Bảo tàng Nghệ thuật Hiện đại (New York City)

## Tác phẩm

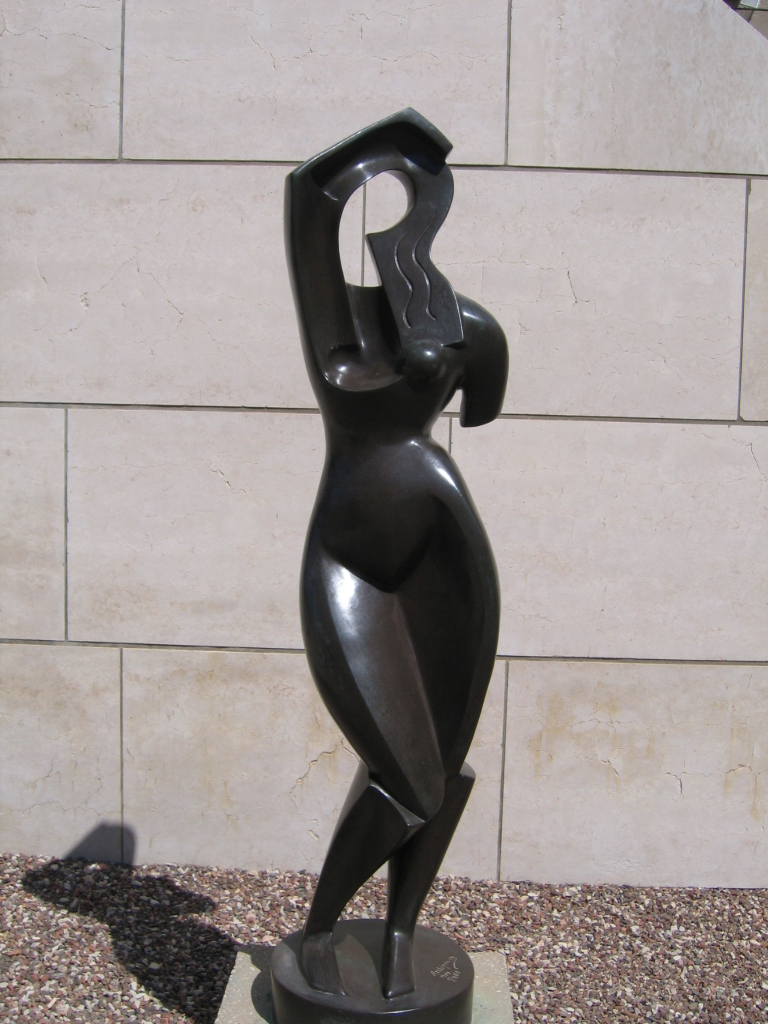
Người phụ nữ chải tóc, 1914, đồng, Bảo tàng Israel, Jerusalem
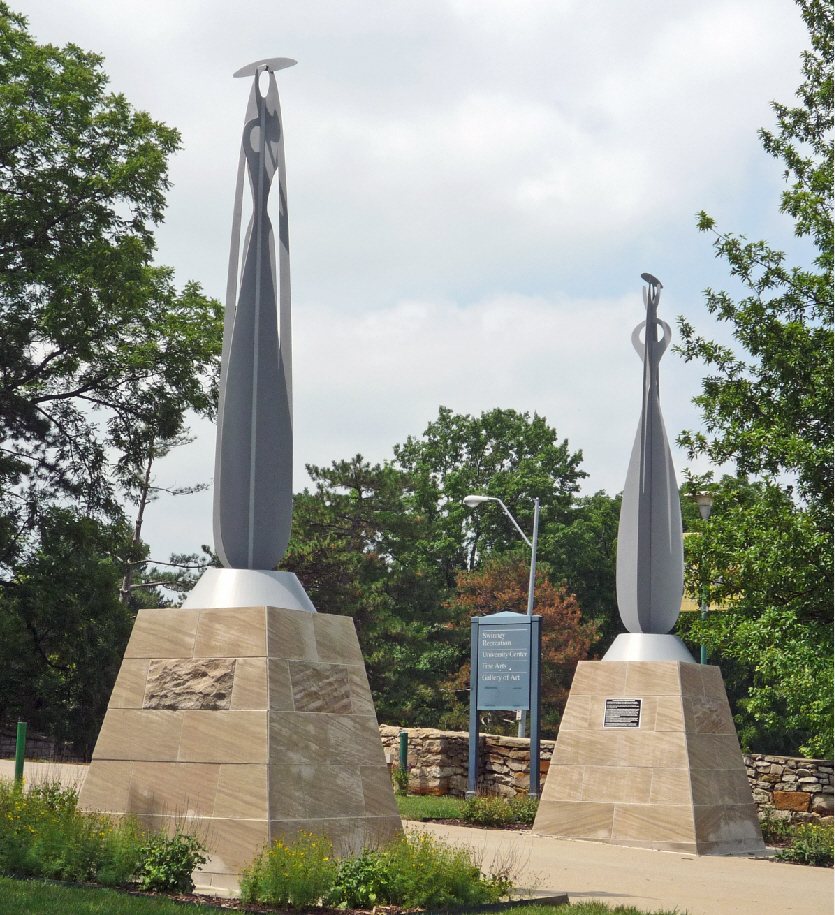
Gateway Sculptures, 1950, sơn thép, Đại học Thành phố Missouri–Kansas
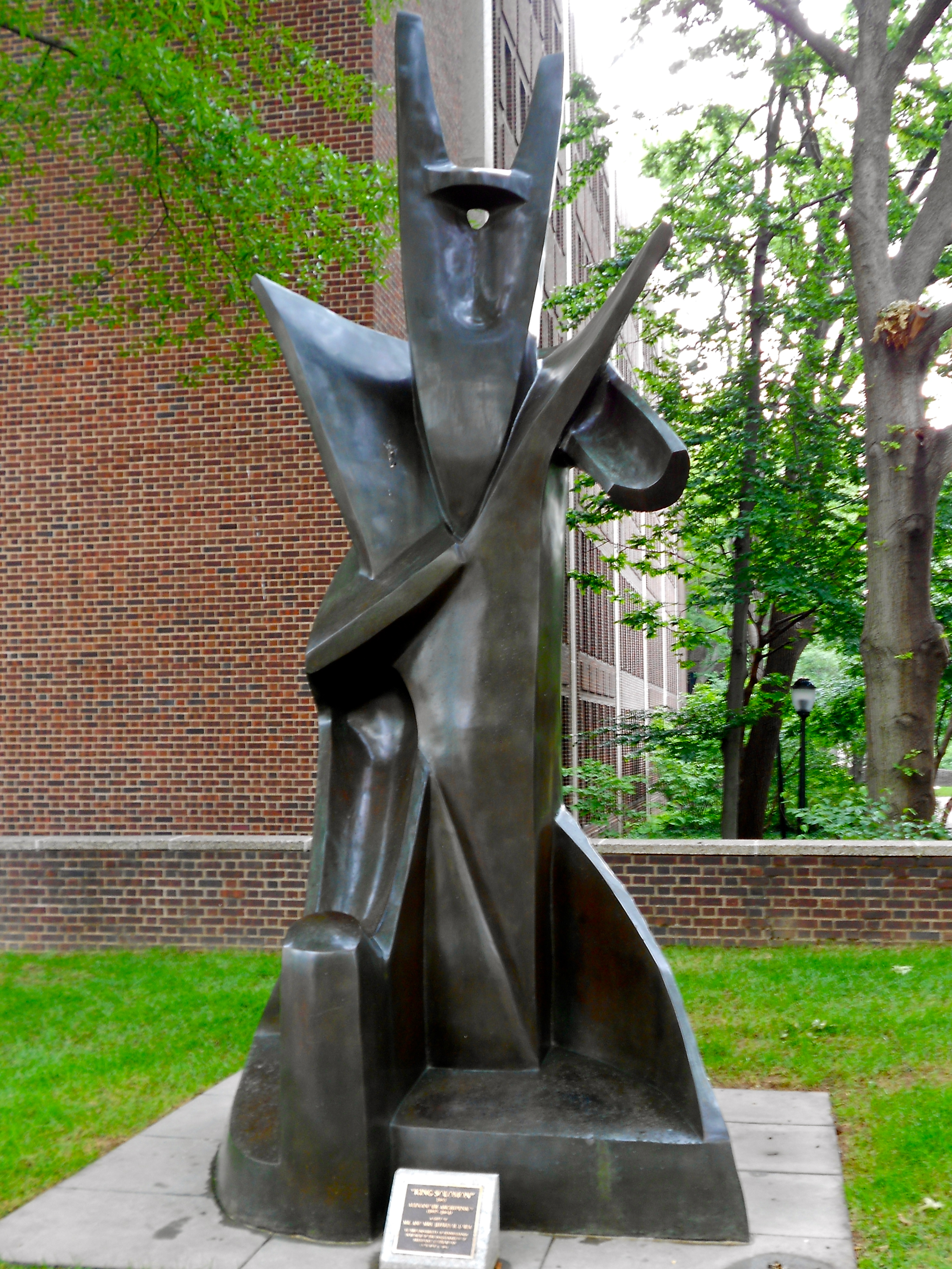
Vua Solomon tại khu kí túc xá Đại học Pennsylvania
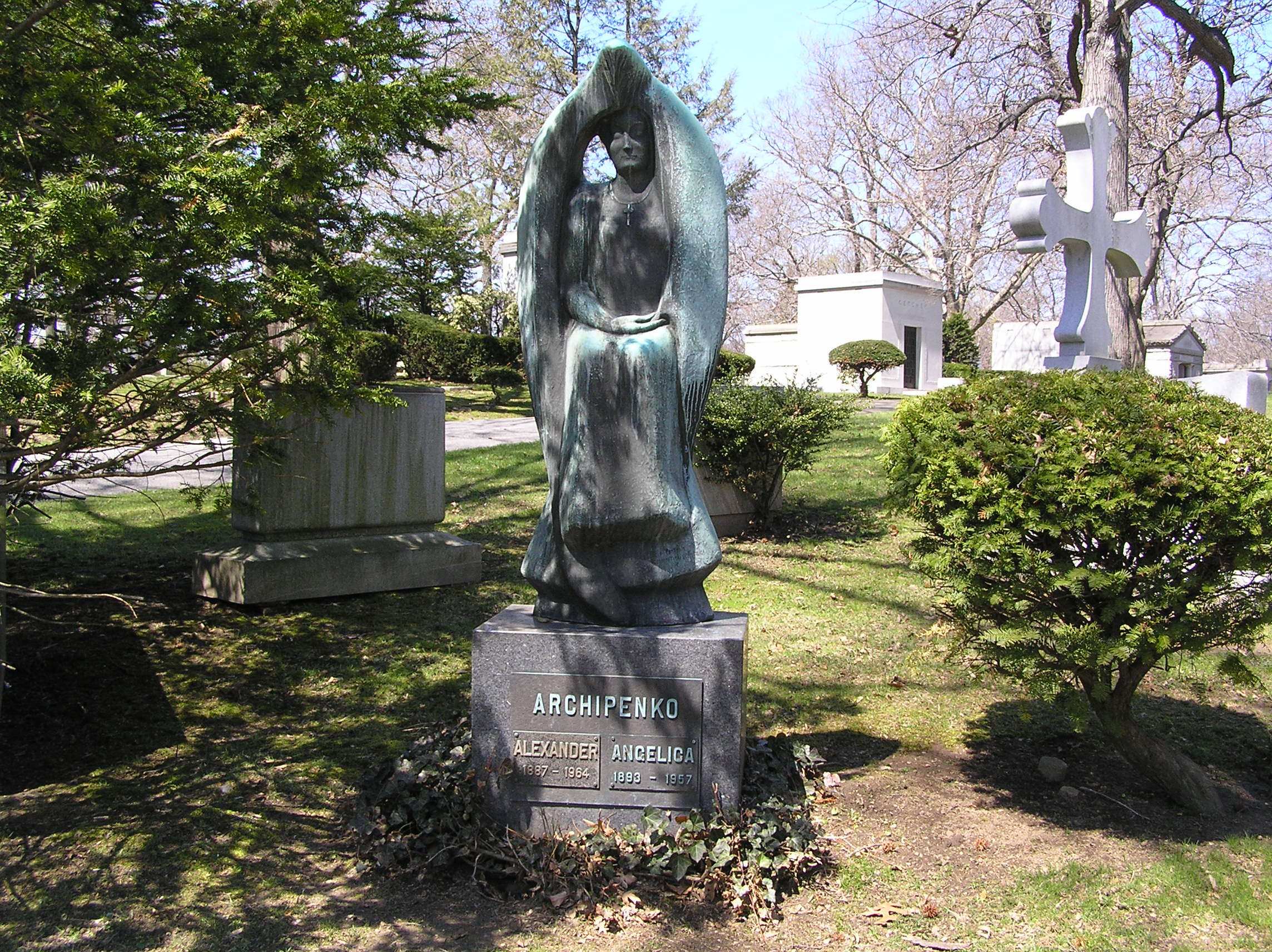
Mộ Alexander Archipenko tại Nghĩa trang Woodlawn, Bronx, NY
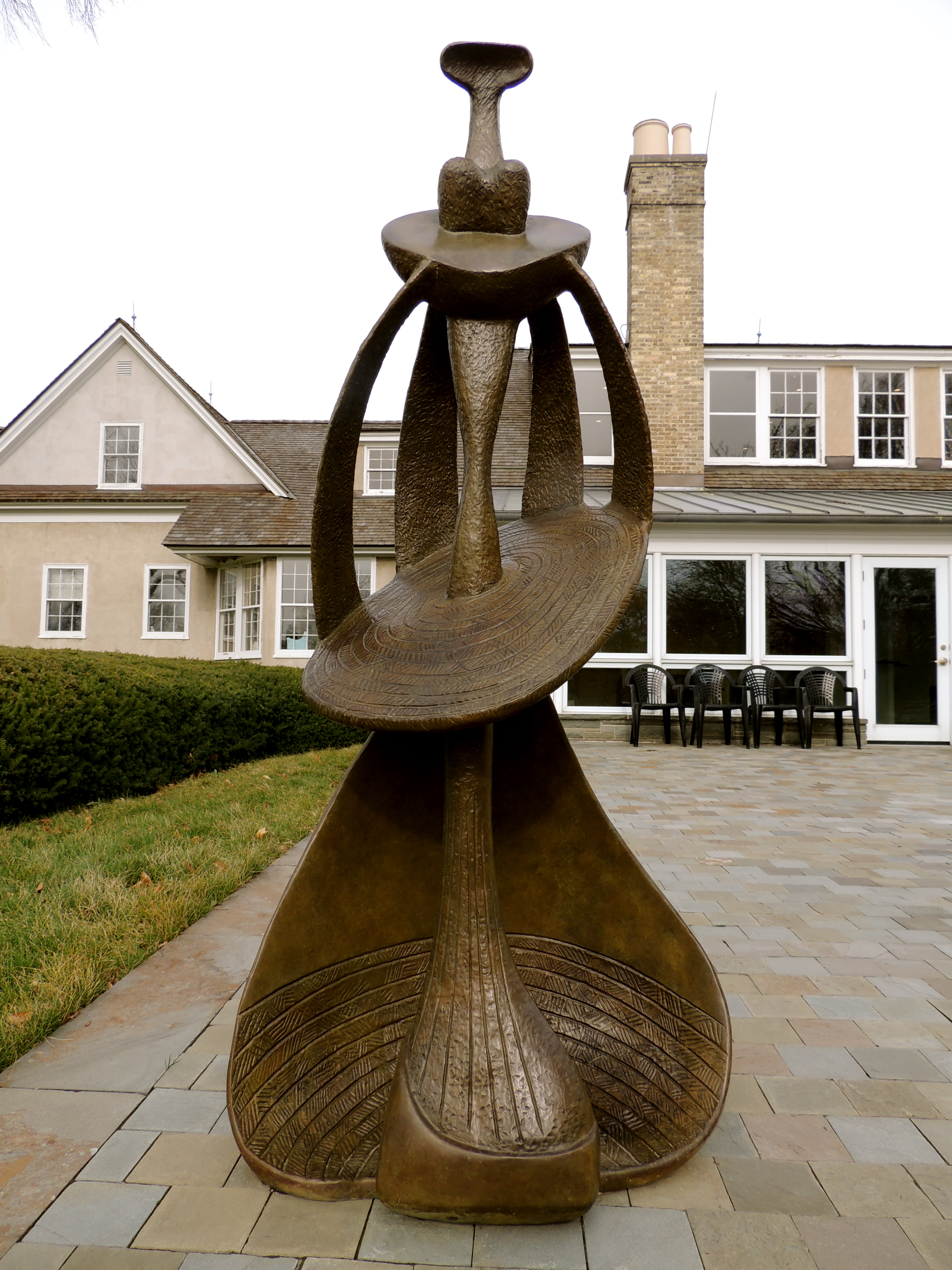
Nữ hoàng Sheba, 1961, tại Lynden Sculpture Garden